# Pentatlo moderno nos Jogos Olímpicos de Verão de 2024 - Feminino
O evento feminino do pentatlo moderno nos Jogos Olímpicos de Verão de 2024 foi realizado entre 8 e 11 de agosto de 2024 na Arena Paris Norte, para a fase de ranqueamento da esgrima, e no Palácio de Versalhes para as demais etapas. Um total de 36 pentatletas de 25 Comitês Olímpicos Nacionais (CON) participaram do evento.

## Formato
Após a fase de ranqueamento da esgrima, as 36 pentatletas foram divididos em dois grupos semifinais de 18 competidoras cada. As nove primeiras de cada grupo avançaram para a final, onde se decidiu as medalhistas.

## Calendário
Todos os horários seguem o fuso local (UTC+2)
| Data                 | Horário | Fase                          |
| -------------------- | ------- | ----------------------------- |
| 8 de agosto de 2024  | 14:30   | Esgrima – ranqueamento        |
| 10 de agosto de 2024 | 9:30    | Equitação (semifinal A)       |
| 10 de agosto de 2024 | 10:25   | Esgrima – bônus (semifinal A) |
| 10 de agosto de 2024 | 10:55   | Natação (semifinal A)         |
| 10 de agosto de 2024 | 11:25   | Laser run (semifinal A)       |
| 10 de agosto de 2024 | 13:30   | Equitação (semifinal B)       |
| 10 de agosto de 2024 | 14:10   | Esgrima – bônus (semifinal B) |
| 10 de agosto de 2024 | 14:40   | Natação (semifinal B)         |
| 10 de agosto de 2024 | 15:10   | Laser run (semifinal B)       |
| 11 de agosto de 2024 | 11:00   | Equitação (final)             |
| 11 de agosto de 2024 | 11:40   | Esgrima – bônus (final)       |
| 11 de agosto de 2024 | 12:10   | Natação (final)               |
| 11 de agosto de 2024 | 12:40   | Laser run (final)             |

## Medalhistas
| Ouro   | HUN Michelle Gulyás |
| Prata  | FRA Élodie Clouvel  |
| Bronze | KOR Seong Seung-min |

## Resultados

### Semifinais
Trinta e seis pentatletas participaram, com as nove primeiras de cada grupo avançando à final.

#### Semifinal A
| Pos. | Pentatleta             | CON                | Natação Tempo (Pts.) | Esgrima Vitórias ER+EB (Pts.) | Equitação Tempo (Pts.) | Laser run Tempo (Pts.) | Total | Notas |
| ---- | ---------------------- | ------------------ | -------------------- | ----------------------------- | ---------------------- | ---------------------- | ----- | ----- |
| 1    | Kerenza Bryson         | GBR Grã-Bretanha   | 2:20.92 (269)        | 21+4 (234)                    | 59.83 (300)            | 11:41.88 (599)         | 1402  | Q,    |
| 2    | Elena Micheli          | ITA Itália         | 2:10.63 (289)        | 19+4 (224)                    | 59.19 (300)            | 11:52.10 (588)         | 1401  | Q     |
| 3    | Alice Sotero           | ITA Itália         | 2:10.24 (290)        | 12+8 (193)                    | 59.84 (300)            | 11:22.83 (618)         | 1401  | Q     |
| 4    | Seong Seung-min        | KOR Coreia do Sul  | 2:12.44 (286)        | 20+0 (225)                    | 58.59 (293)            | 11:44.13 (596)         | 1400  | Q     |
| 5    | Kate French            | GBR Grã-Bretanha   | 2:15.56 (279)        | 23+0 (240)                    | 60.65 (293)            | 11:54.55 (586)         | 1398  | Q, WD |
| 6    | Lucie Hlaváčková       | CZE Chéquia        | 2:19.46 (272)        | 16+2 (207)                    | 62.24 (300)            | 11:24.77 (616)         | 1395  | Q     |
| 7    | Marie Oteiza           | FRA França         | 2:15.92 (279)        | 21+3 (232)                    | 58.11 (300)            | 11:56.83 (584)         | 1395  | Q     |
| 8    | Malak Ismail           | EGY Egito          | 2:15.70 (279)        | 17+6 (216)                    | 59.20 (286)            | 11:30.82 (610)         | 1391  | Q     |
| 9    | Laura Asadauskaitė     | LTU Lituânia       | 2:23.71 (263)        | 16+0 (205)                    | 65.61 (291)            | 11:10.90 (630 )        | 1389  | Q     |
| 10   | Annika Zillekens       | GER Alemanha       | 2:18.88 (273)        | 17+0 (210)                    | 71.56 (275)            | 11:11.93 (629)         | 1387  | Q     |
| 11   | Mayan Oliver           | MEX México         | 2:26.21 (258)        | 18+0 (215)                    | 57.30 (300)            | 11:27.41 (613)         | 1386  |       |
| 12   | Marlena Jawaid         | SWE Suécia         | 2:20.65 (269)        | 18+0 (215)                    | 66.82 (290)            | 12:09.81 (571)         | 1345  |       |
| 13   | Genevieve van Rensburg | AUS Austrália      | 2:11.61 (287)        | 18+4 (219)                    | 69.01 (273)            | 12:37.73 (543)         | 1322  |       |
| 14   | Jessica Savner         | USA Estados Unidos | 2:27.61 (255)        | 16+4 (209)                    | 54.99 (293)            | 12:27.42 (553)         | 1310  |       |
| 15   | Yelena Potapenko       | KAZ Cazaquistão    | 2:16.67 (277)        | 15+0 (200)                    | 53.88 (279)            | 12:35.18 (545)         | 1301  |       |
| 16   | Isabela Abreu          | BRA Brasil         | 2:25.63 (259)        | 10+0 (175)                    | 68.05 (288)            | 12:22.30 (558)         | 1280  |       |
| 17   | Salma Abdelmaksoud     | EGY Egito          | 2:13.55 (283)        | 16+0 (205)                    | EL                     | 11:44.31 (596)         | 1084  |       |
| 18   | Rebecca Langrehr       | GER Alemanha       | 2:19.58 (271)        | 18+0 (215)                    | DNS                    | 12:44.33 (536)         | 1022  |       |

1. ↑  Zillekens originalmente não se classificou para a final, mas avançou após a desistência de Kate French.

#### Semifinal B
| Pos. | Pentatleta            | CON               | Natação Tempo (Pts.) | Esgrima Vitórias ER+EB (Pts.) | Equitação Tempo (Pts.) | Laser run Tempo (Pts.) | Total | Notas |
| ---- | --------------------- | ----------------- | -------------------- | ----------------------------- | ---------------------- | ---------------------- | ----- | ----- |
| 1    | Élodie Clouvel        | FRA França        | 2:12.74 (285)        | 27+4 (264)                    | 61.01 (300)            | 12:17.92 (563)         | 1398  | Q     |
| 2    | Laura Heredia         | ESP Espanha       | 2:21.47 (268)        | 17+4 (214)                    | 63.02 (300)            | 11:25.00 (615)         | 1397  | Q     |
| 3    | Michelle Gulyás       | HUN Hungria       | 2:10.39 (290)        | 24+2 (247)                    | 58.66 (300)            | 12:06.06 (574)         | 1397  | Q     |
| 4    | Blanka Guzi           | HUN Hungria       | 2:16.93 (277)        | 15+0 (200)                    | 58.61 (293)            | 11:20.80 (620)         | 1397  | Q     |
| 5    | Kim Sun-woo           | KOR Coreia do Sul | 2:14.44 (282)        | 19+0 (220)                    | 60.91 (293)            | 11:46.64 (594)         | 1396  | Q     |
| 6    | Gintarė Venčkauskaitė | LTU Lituânia      | 2:19.15 (272)        | 16+0 (205)                    | 59.65 (300)            | 11:25.30 (615)         | 1392  | Q     |
| 7    | İlke Özyüksel         | TUR Turquia       | 2:16.50 (277)        | 16+4 (209)                    | 56.29 (300)            | 11:34.68 (606)         | 1392  | Q     |
| 8    | Zhang Mingyu          | CHN China         | 2:14.72 (281)        | 20+2 (227)                    | 59.71 (300)            | 11:59.61 (581)         | 1389  | Q     |
| 9    | Anna Jurt             | SUI Suíça         | 2:29.44 (252)        | 17+2 (212)                    | 61.87 (286)            | 11:07.63 (633 )        | 1383  | Q     |
| 10   | Valeriya Permykina    | UKR Ucrânia       | 2:19.78 (271)        | 15+4 (204)                    | 66.91 (297)            | 11:35.69 (605)         | 1377  |       |
| 11   | Anna Maliszewska      | POL Polônia       | 2:18.56 (273)        | 16+0 (205)                    | 59.27 (293)            | 11:38.96 (602)         | 1373  |       |
| 12   | Misaki Uchida         | JPN Japão         | 2:08.56 (293)        | 15+0 (200)                    | 58.25 (293)            | 12:10.13 (570)         | 1356  |       |
| 13   | Natalia Dominiak      | POL Polônia       | 2:16.84 (277)        | 14+0 (195)                    | 67.56 (286)            | 12:09.40 (571)         | 1329  |       |
| 14   | Veronika Novotná      | CZE Chéquia       | 2:20.97 (269)        | 22+2 (237)                    | 57.70 (293)            | 13:03.98 (517)         | 1316  |       |
| 15   | Alise Fakhrutdinova   | UZB Uzbequistão   | 2:21.30 (268)        | 19+2 (222)                    | 58.48 (293)            | 12:58.08 (522)         | 1305  |       |
| 16   | Sophia Hernández      | GUA Guatemala     | 2:22.83 (265)        | 15+2 (202)                    | 58.23 (293)            | 12:45.04 (535)         | 1295  |       |
| 17   | Sol Naranjo           | ECU Equador       | 2:38.78 (233)        | 13+0 (190)                    | 56.68 (293)            | 12:24.75 (556)         | 1272  |       |
| 18   | Mariana Arceo         | MEX México        | 2:15.78 (279)        | 12+8 (193)                    | EL                     | 11:38.41 (602)         | 1074  |       |

### Final
A melhor marca em cada etapa se encontra marcada em negrito.
| Pos.              | Pentatleta            | CON               | Natação Tempo (Pts.) | Esgrima Vitórias ER+EB (Pts.) | Equitação Tempo (Pts.) | Laser run Tempo (Pts.) | Total |
| ----------------- | --------------------- | ----------------- | -------------------- | ----------------------------- | ---------------------- | ---------------------- | ----- |
| Medalha de ouro   | Michelle Gulyás       | HUN Hungria       | 2:12.44 (286)        | 24+0 (245)                    | 62.69 (300)            | 11:10.01 (630)         | 1461  |
| Medalha de prata  | Élodie Clouvel        | FRA França        | 2:11.64 (287)        | 27+4 (260)                    | 60.71 (293)            | 11:32.35 (608)         | 1452  |
| Medalha de bronze | Seong Seung-min       | KOR Coreia do Sul | 2:11.47 (288)        | 20+0 (225)                    | 62.01 (300)            | 11:12.87 (628)         | 1441  |
| 4                 | Blanka Guzi           | HUN Hungria       | 2:16.25 (278)        | 15+0 (200)                    | 56.52 (300)            | 10:45.48 (655 )        | 1433  |
| 5                 | Elena Micheli         | ITA Itália        | 2:12.47 (286)        | 19+12 (220)                   | 56.82 (293)            | 11:27.86 (616)         | 1424  |
| 6                 | İlke Özyüksel         | TUR Turquia       | 2:15.48 (280)        | 16+0 (205)                    | 58.94 (293)            | 10:58.20 (642)         | 1420  |
| 7                 | Gintarė Venčkauskaitė | LTU Lituânia      | 2:18.16 (274)        | 16+0 (205)                    | 58.98 (300)            | 11:00.31 (640)         | 1419  |
| 8                 | Kim Sun-woo           | KOR Coreia do Sul | 2:17.67 (275)        | 19+2 (220)                    | 59.12 (286)            | 11:13.92 (627)         | 1410  |
| 9                 | Kerenza Bryson        | GBR Grã-Bretanha  | 2:21.77 (267)        | 21+0 (230)                    | 62.27 (286)            | 11:19.12 (621)         | 1404  |
| 10                | Lucie Hlaváčková      | CZE Chéquia       | 2:20.54 (269)        | 16+4 (205)                    | 59.85 (293)            | 11:08.44 (632)         | 1403  |
| 11                | Anna Jurt             | SUI Suíça         | 2:28.96 (253)        | 17+0 (210)                    | 60.72 (300)            | 11:00.82 (640)         | 1403  |
| 12                | Malak Ismail          | EGY Egito         | 2:16.94 (277)        | 17+2 (210)                    | 60.07 (293)            | 11:27.35 (613)         | 1395  |
| 13                | Alice Sotero          | ITA Itália        | 2:09.93 (291)        | 12+6 (185)                    | 57.61 (300)            | 11:33.81 (607)         | 1389  |
| 14                | Zhang Mingyu          | CHN China         | 2:17.66 (275)        | 20+0 (225)                    | 60.93 (300)            | 11:54.40 (586)         | 1386  |
| 15                | Annika Zillekens      | GER Alemanha      | 2:20.71 (269)        | 17+2 (210)                    | 56.69 (300)            | 11:45.71 (595)         | 1376  |
| 16                | Laura Asadauskaitė    | LTU Lituânia      | 2:24.52 (261)        | 16+2 (205)                    | 57.86 (293)            | 11:32.07 (608)         | 1369  |
| 17                | Laura Heredia         | ESP Espanha       | 2:24.14 (262)        | 17+2 (210)                    | EL                     | 10:50.73 (650)         | 1124  |
| 18                | Marie Oteiza          | FRA França        | 2:16.84 (277)        | 21+0 (230)                    | EL                     | 12:10.05 (570)         | 1077  |

## Recordes
| Recordes mundiais e/ou olímpicos quebrados durante os Jogos de 2024 | Recordes mundiais e/ou olímpicos quebrados durante os Jogos de 2024 | Recordes mundiais e/ou olímpicos quebrados durante os Jogos de 2024 | Recordes mundiais e/ou olímpicos quebrados durante os Jogos de 2024 | Recordes mundiais e/ou olímpicos quebrados durante os Jogos de 2024 |
| ------------------------------------------------------------------- | ------------------------------------------------------------------- | ------------------------------------------------------------------- | ------------------------------------------------------------------- | ------------------------------------------------------------------- |
| Recorde olímpico                                                    | Laser run                                                           | LTU Laura Asadauskaitė                                              | 11:10.90 (630 pts)                                                  | Semifinal A                                                         |
| Recorde olímpico                                                    | Laser run                                                           | SUI Anna Jurt                                                       | 11:07.63 (633 pts)                                                  | Semifinal B                                                         |
| Recorde olímpico                                                    | Laser run                                                           | HUN Blanka Guzi                                                     | 10:45.48 (655 pts)                                                  | Final                                                               |
| Recorde olímpico                                                    | Total                                                               | GBR Kerenza Bryson                                                  | 1402 pts                                                            | Semifinal A                                                         |
| ,                                                                   | Total                                                               | HUN Michelle Gulyás                                                 | 1461 pts                                                            | Final                                                               |